# Джунгар-Ци
Джунгар-Ци (кит. упр. 准格尔旗, пиньинь Zhǔngé'ěr qí) — хошун городского округа Ордос автономного района Внутренняя Монголия (КНР).

## История
Когда в результате маньчжурского завоевания Китая Ордос был в 1649 году разделён на 6 хошунов, эти земли оказались в составе хошуна Ордос-Цзоицяньци (鄂尔多斯左翼前旗), впоследствии переименованного в Джунгар.
В 1914 году из провинции Шаньси был выделен Особый административный район Суйюань (绥远特别行政区), и хошун вошёл в его состав. В 1928 году Особый административный район Суйюань был преобразован в провинцию Суйюань.
В декабре 1949 года хошун из непосредственного подчинения правительству провинции Суйюань перешёл в подчинение новообразованному аймаку Их-Джу. В 1954 году провинция Суйюань была расформирована, и аймак перешёл в состав автономного района Внутренняя Монголия.
30 апреля 2001 года аймак Их-Джу был преобразован в городской округ Ордос.

## Административное деление
Хошун Джунгар делится на 8 посёлков, 2 волости и 1 сомон.

## Экономика
Крупный центр добычи угля. 